# Стелс, Том
Том Стелс (нидерл. Tom Steels; род. 2 сентября 1971, коммуна Сен-Жиль-Ваес,  провинция  Восточная Фландрия, Бельгия) — бельгийский профессиональный шоссейный велогонщик в 1994-2008 годах. Четырёхкратный чемпион Бельгии в групповой гонке (1997, 1998, 2002, 2004). В 2011-2016 годах спортивный директор велокоманды Quick Step, под его руководством команда трижды стала чемпионом мира в командной гонке на время.

## Достижения
1989
1-й  Чемпион Бельгии - Групповая гонка (юниоры)
2-й  Чемпионат мира по трековому велоспорту среди юниоров - Гит на 1 км
8-й Чемпионат мира по шоссейному велоспорту среди юниоров - Групповая гонка
1991
2-й Circuit du Westhoek-Mémorial Stive Vermaut
1994
1-й — Этап 10 Тур де л’Авенир
2-й Ля Кот Пикард U23
3-й Мемориал Рика Ван Стенбергена
1995
1-й Мемориал Рика Ван Стенбергена
1-й — Этап 4 Тур Нидерландов
1-й Натионале Слёйтингспрейс
1-й 1-meiprijs - Ere-Prijs Vic De Bruyne
2-й Чемпионат Бельгии — Групповая гонка
2-й Дварс дор Фландерен
5-й Кюрне — Брюссель — Кюрне
8-й Ле-Самен
9-й Тур Пикардии — Генеральная классификация
10-й Гран-при Ефа Схеренса
10-й Reading Classic
1996
1-й Омлоп Хет Ниувсблад
1-й Гент — Вевельгем
1-й — Этапы 4 и 22 Вуэльта Испании
1-й — Этап 2 Тур Средиземноморья
1-й — Этап 5а Вуэльта Галисии
1-й Де Кюстпейл
2-й Тур Кёльна
2-й Париж — Тур
2-й Схелдепрейс 
3-й Бенш — Шиме — Бенш
9-й Шоле — Земли Луары
1997
1-й  Чемпион Бельгии — Групповая гонка
Париж — Ницца
1-й  — Очковая классификация
1-й — Этапы 2, 3, 5 и 8
1-й — Этапы 3 и 4 Тур Валлонии
1-й Trofeo Calvia
1-й — Этап 2 Тур Люксембурга
1-й — Этап 7 Тур Швейцарии
1-й Схал Селс
2-й Омлоп Хет Ниувсблад
2-й Чемпионат Фландрии
3-й Trofeo Manacor
6-й Trofeo Alcudia
10-й Гран-при Зоттегема
1998
1-й  Чемпион Бельгии — Групповая гонка
1-й Дварс дор Фландерен
1-й — Этапы 1, 12, 18 и 21  Тур де Франс
1-й Trofeo Calvia
1-й Trofeo Soller
1-й — Этапы 2 и 5 Вуэльта Андалусии
Париж — Ницца
1-й  — Очковая классификация
1-й — Этапы 3 и 4
2-й Вуэльта Майорки — Генеральная классификация
7-й Trofeo Manacor
10-й Чемпионат Фландрии
1999
1-й Гент — Вевельгем
1-й — Этапы 2, 3 и 17  Тур де Франс
1-й — Этапы 1 и 5 Вуэльта Андалусии
1-й — Этап 8 Париж — Ницца
1-й — Этап 1 Три дня Де-Панне
2-й Trofeo Palma de Mallorca
3-й Trofeo Soller
3-й Омлоп Хет Ниувсблад
3-й Париж — Рубе
4-й Дварс дор Фландерен
5-й E3 Харелбеке
6-й Гран-при Эдди Меркса
2000
1-й — Этапы 2 и 3 Тур де Франс
1-й — Этапы 2 и 6 Тур Валлонии
1-й — Этап 4 Тур Средиземноморья
1-й — Этап 8 Париж — Ницца
1-й — Этап 2 Три дня Де-Панне
6-й Омлоп Хет Ниувсблад
9-й Схелдепрейс 
2001
1-й — Этапы 1b и 2 Тур Швеции
1-й — Этап 1 Тур Германии
3-й Trofeo Palma de Mallorca
7-й Кюрне — Брюссель — Кюрне
2002
1-й  Чемпион Бельгии — Групповая гонка
1-й — Этап 6 Четыре дня Дюнкерка
1-й — Этап 6 Вуэльта Каталонии
2-й Схелдепрейс 
2-й Trofeo Cala Millor
4-й Trofeo Alcudia
6-й  Trofeo Palma
8-й Схал Селс
2003
1-й — Этап 3 Этуаль де Бессеж
1-й — Этап 7 Тур Австрии
Тур Бельгии
1-й  — Очковая классификация
1-й — Этап 1
9-й Нокере Курсе
2004
1-й  Чемпион Бельгии — Групповая гонка
1-й Grand Prix de la ville de Saint-Nicolas
Тур Австрии
1-й  — Очковая классификация
1-й — Этапы 1 и 3
1-й — Этап 1 Этуаль де Бессеж
1-й — Этап 2 Тур Люксембурга
6-й Мемориал Рика Ван Стенбергена
9-й Шатору Классик де л’Эндр
2005
1-й — Этапы 2 и 4 Этуаль де Бессеж
1-й — Этап 2 Вольта Алгарви
1-й — Этап 3 Три дня Де-Панне
7-й Гент — Вевельгем
2006
9-й Париж — Тур
9-й Натионале Слёйтингспрейс

## Статистика выступлений

### Гранд-туры
| Гранд-тур                 | 1996 | 1997 | 1998 | 1999 | 2000 | 2001 | 2002 | 2003 | 2004 | 2005 |
| ------------------------- | ---- | ---- | ---- | ---- | ---- | ---- | ---- | ---- | ---- | ---- |
| Джиро д’Италия            | —    | —    | —    | —    | —    | —    | —    | —    | —    | НФ   |
| Тур де Франс              | —    | ДСК  | 86   | 104  | НФ   | НФ   | НФ   | —    | —    | —    |
| (c 2010 ) Вуэльта Испании | 86   | —    | —    | —    | —    | —    | —    | —    | —    | НФ   |

| —   | Не участвовал     |
| ДСК | Дисквалифицирован |
| НФ  | Не финишировал    |